# 歌川芳輝
歌川 芳輝（うたがわ よしてる、文化5年11月29日〈1809年1月14日〉 ‐ 明治24年〈1891年〉1月19日）とは、江戸時代末期の浮世絵師。

## 来歴
歌川国芳の門人。本姓は田中、名は芳三郎。歌川を称し一椿斎、含粋舎、芳輝と号す。江戸日本橋高砂町の米山源四郎の次男であったが、後に上野国（現群馬県）高崎市の旅籠屋田中家の養子になっている。当初文政6年（1823年）の頃、谷文晁の門人となり北年と号した。その後天保4年（1833年）頃に国芳の門下に入って絵を学ぶ。作画期は天保の頃とされ、主に幟絵や絵馬など肉筆浮世絵を描いた。高崎観音のなかの清水寺観音堂の回廊には芳輝の描いた絵馬額16面が飾られている。享年84。墓所は群馬県高崎市九蔵町の大雲寺、法名は流芳院永寿椿翁居士。門人に一蘭斎輝重、武居秋錦がいる。

## 作品
- 「えびす大黒」　紙本着色　高崎市立中央図書館所蔵
- 「神宮皇后と武内宿祢図」　絹本着色、双幅　熊本県立美術館所蔵　※「六十四翁　一椿斎芳輝」の落款、「芳輝画印」の白文方印あり（二幅いずれも同じ）。明治4年（1871年）
- 「衣通姫図」　絹本着色　大英博物館所蔵
- 「鍾馗図」　幟絵
- 「神宮皇后と武内宿禰」　絵馬　碓氷峠熊野神社所蔵